# Hesperoyucca
Hesperoyucca és un gènere amb tres espècies de plantes suculentes que pertany a la família de les Agavàcies. Està estretament relacionat i recentment escindit del gènere Yuca, però es distingeix en tenir la fruit dehiscent i un escap de més de 2,5 cm de diàmetre amb bràctees recollides (no erectes). El gènere és originari de Mèxic i el sud-oest dels Estats Units.

## Taxonomia
- Hesperoyucca newberryi
- Hesperoyucca peninsularis
- Hesperoyucca whipplei